# Russ Tamblyn
Russell Irving Tamblyn, detto Russ (Los Angeles, 30 dicembre 1934), è un attore e ballerino statunitense.

## Biografia
Figlio degli attori Sally Triplet e Eddie Tamblyn, fratello di Larry Tamblyn (organista della rock band The Standells), Russ Tamblyn all'età di quattordici anni fa il suo esordio in veste non accreditata nel film Il ragazzo dai capelli verdi (1948).
Accreditato ad inizio carriera come Rusty Tamblyn o Russell Tamblyn, partecipa a commedie come Il padre della sposa (1950) e al suo sequel Papà diventa nonno (1951), quindi compare in due famosissimi musical quali Sette spose per sette fratelli (1954) e West Side Story (1961), mostrando anche doti drammatiche in I peccatori di Peyton (1959), per il quale si aggiudica una candidatura all'Oscar come migliore attore non protagonista. Successivamente prende parte a Gli invasati (1963) e a Dracula contro Frankenstein (1971).
Nel 1990 si fa apprezzare dal pubblico per il ruolo di un eccentrico psichiatra ne I segreti di Twin Peaks. Nel 1994 è nel cast di Cabin Boy, film prodotto da Tim Burton. Come guest star è invece apparso in Saranno famosi, General Hospital e Joan of Arcadia.
Si è sposato tre volte: prima nel 1956 con l'attrice Venetia Stevenson, ma i due hanno divorziato l'anno dopo; poi dal 1960 al 1979 con Sheila Elizabeth Kempton e dal 1981 è sposato con Bonnie Margaret Murray.
È padre dell'attrice Amber Tamblyn, nata dalla terza moglie.

## Riconoscimenti
- Young Hollywood Hall of Fame (1950's)
- Premi Oscar 1958 – Candidatura all'Oscar al miglior attore non protagonista per I peccatori di Peyton

## Filmografia

### Cinema
- Il ragazzo dai capelli verdi (The Boy with Green Hair), regia di Joseph Losey (1948) (non accreditato)
- Il regno del terrore (Reign of Terror), regia di Anthony Mann (1949) (non accreditato)
- Sansone e Dalila (Samson and Delilah), regia di Cecil B. DeMille (1949)
- La sanguinaria (Deadly Is the Female), regia di Joseph H. Lewis (1950)
- Il padre della sposa (Father of the Bride), regia di Vincente Minnelli (1950)
- La spia del lago (Captain Carey, U.S.A.), regia di Mitchell Leisen (1950)
- Papà diventa nonno (Father's Little Dividend), regia di Vincente Minnelli (1951)
- L'affascinante bugiardo (As Young As You Feel), regia di Harmon Jones (1951)
- Non cedo alla violenza (Cave of Outlaws), regia di William Castle (1951)
- Valanga gialla (Retreat, Hell!), regia di Joseph H. Lewis (1952)
- Femmina contesa (Take the High Ground), regia di Richard Brooks (1953)
- Sette spose per sette fratelli (Seven Brides for Seven Brothers), regia di Stanley Donen (1954)
- Così parla il cuore (Deep in My Heart), regia di Stanley Donen (1954)
- Tutti in coperta (Hit the Deck), regia di Roy Rowland (1955)
- Un napoletano nel Far West (Many Rivers to Cross), regia di Roy Rowland (1955)
- La pistola sepolta (The Fastest Gun Alive), regia di Russell Rouse (1956)
- L'ultima caccia (The Last Hunt), regia di Richard Brooks (1956)
- La valle dei delitti (The Young Guns), regia di Albert Band (1956)
- I peccatori di Peyton (Peyton Place), regia di Mark Robson (1957)
- Alla larga dal mare (Don't Go Near the Water), regia di Charles Walters (1957)
- Le meravigliose avventure di Pollicino (Tom Thumb), regia di George Pal (1958)
- Operazione segreta (High School Confidential!), regia di Jack Arnold (1958)
- Cimarron, regia di Anthony Mann (1960)
- West Side Story, regia di Robert Wise e Jerome Robbins (1961)
- La conquista del West (How the West Was Won), regia di John Ford, Henry Hathaway e George Marshall (1962)
- Avventura nella fantasia (The Wonderful World of the Brothers Grimm), regia di Henry Levin e George Pal (1962)
- Gli invasati (The Haunting), regia di Robert Wise (1963)
- Per sempre con te (Follow the Boys), regia di Richard Thorpe (1963)
- Le lunghe navi (The Long Ships), regia di Jack Cardiff (1964)
- Mezzo dollaro d'argento (Son of a Gunfighter), regia di Paul Landres (1965)
- Kong, uragano sulla metropoli (Furankenshutain no kaijû - Sanda tai Gaira), regia di Ishirō Honda (1966)
- Satan's Sadists, regia di Al Adamson (1969)
- Paradiso nero (Scream Free!), regia di Bill Brame (1969)
- Sesso in faccia (The Female Bunch), regia di Al Adamson (1971)
- Fuga da Hollywood (The Last Movie), regia di Dennis Hopper (1971)
- Dracula contro Frankenstein (Dracula vs. Frankenstein), regia di Al Adamson (1971)
- C'era una volta Hollywood (That's Entertainment), regia di Jack Haley Jr. (1974)
- Cyclone, arma fatale (Cyclone), regia di Fred Olen Ray (1987)
- Necromancer, regia di Dusty Nelson (1988)
- Crociera fuori programma (Cabin Boy), regia di Adam Resnick (1994)
- Starstruck, regia di David Steiner (1995)
- Una mamma per amica (Invisible Mom), regia di Fred Olen Ray (1996)
- La piccola strega (Little Miss Magic), regia di Fred Olen Ray (1998)
- Il mio papà invisibile (My Ghost Dog), regia di John Putch (1998)
- Inviati speciali (Special Envoys), regia di Fred Olen Ray (2000)
- Cinerama Adventure, regia di David Strohmeier (2002)
- Drive, regia di Nicolas Winding Refn (2011)
- Django Unchained, regia di Quentin Tarantino (2012)

### Televisione
- The Greatest Show on Earth – serie TV, episodio 1x02 (1963)
- La legge di Burke (Burke's Law) – serie TV, episodio 2x19 (1965)
- Gunsmoke – serie TV, episodio 10x36 (1965)
- Tarzan – serie TV, episodio 1x03 (1966)
- Iron Horse – serie TV, episodio 1x25 (1967)
- Saranno famosi (Fame) – serie TV, 3 episodi (1985-1986)
- I segreti di Twin Peaks (Twin Peaks) – serie TV, 15 episodi (1990-1991)
- General Hospital – serie TV, 2 episodi (2000)
- Joan of Arcadia – serie TV, 3 episodi (2004)
- Twin Peaks – serie TV, 6 episodi (2017)

## Doppiatori italiani
- Massimo Turci in Sansone e Dalila, Il padre della sposa, Papà diventa nonno, Femmina contesa, Sette spose per sette fratelli, Tutti in coperta, La pistola sepolta, L'ultima caccia, La valle dei delitti, I peccatori di Peyton, Alla larga dal mare, Le meravigliose avventure di Pollicino, Operazione segreta, Cimarron, Avventura nella fantasia, La conquista del West, Gli invasati, Mezzo dollaro d'argento
- Giorgio Lopez ne I segreti di Twin Peaks, Twin Peaks (2017)
- Gianfranco Bellini in Valanga gialla
- Cesare Barbetti in West Side Story
- Giacomo Piperno in Katango (ridoppiaggio 1976)[1]
- Carlo Reali in Django Unchained